# 莎拉·佩林
莎拉·露易絲·希思·裴琳（英語：Sarah Louise Heath Palin，1964年2月11日—），美國共和黨籍政治人物，生於愛達荷州桑德波因特，曾為阿拉斯加州州長（2006年—2009年），在2008年成為美國總統選舉共和黨候選人約翰·麥肯的競選搭檔，最終失敗。

## 早期生活
裴琳（原名莎拉·路易絲·希思）生於美國爱达荷州桑德波因特，一名學校秘書莎拉·希思（本姓施林Sheeran）與化學老師查爾斯·R·希思的女兒。她有英國、愛爾蘭及德國血統。年幼時，全家搬到阿拉斯加州定居。她在阿拉斯加長大，從小學習打獵、射擊，並曾在凌晨3點和父親一起狩獵麋鹿，此外，全家皆有規律的慢跑習慣。在母親莎拉心中，裴琳是位擁有拓荒精神的女兒，她不畏艱難，勇於突破現實難關，努力實現目標並達成最終的夢想，成為一位擁有不凡人生的女性。原來家族信奉天主教，其後從四歲開始跟著家人參與五旬節運動的神召会活動，並在12歲時，在瓦西拉附近接受受洗。
裴琳曾在瓦西拉（Wasilla, Alaska）的瓦西拉高級中學（Wasilla High School）求學，並是基督運動團體（Fellowship of Christian Athletes）及學校籃球隊的得分後衛及隊長。1982年，她幫助球隊贏得阿拉斯加小型學校籃球賽冠軍，不顧腳踝傷害，在最後幾秒鐘投進重要的罰球。因為強烈的運動風格及籃球隊長的身分，讓她獲得了「梭子魚莎拉」的稱號。此外，從年少時期開始，她嚴守天主教禮拜儀式，並參與教會的聖經學習班。
在1984年，裴琳曾於瓦西拉小姐選美比賽中奪得后冠，並在阿拉斯加小姐選美中奪得第二名，更獲得學校的學院獎學金。在瓦希拉小姐比賽中，因為演奏長笛而獲得「友誼小姐」的稱號。之後據傳她參與選美的原因，是為了籌措大學學費，以完成當記者的夢想。
裴琳在愛達荷大學獲得新聞學理學士學位，並輔修政治學。據傳因體認到家中無法負荷舉行婚禮的费用，於1988年8月29日與擁有爱斯基摩人血統並從高中時期開始和她交往的的青梅竹馬陶德·裴琳（Todd Palin）私奔結婚，並短暫任職當地安克拉治電視台的體育記者並同時與丈夫進行漁業相關工作。

## 從政生涯

### 早年的政治生涯
1992年，28岁的裴琳被選為瓦西拉市的市議員，並從事兩屆議員工作。
1996年，裴琳因保守派團體的支持，参加瓦西拉市長選舉，並在选举中打败了從32歲時擔任該市市長達九年的競爭對手約翰史坦恩（John C. Stein）。2002年，裴琳担任州石油天然气委员会的委员长，但並未被提名为副州长的候选人。之後，因揭發共和黨大老議員的貪污事件，使得對當時政治家和州長失望的民眾，對於裴琳的好感度漸漸提升。
2006年8月，裴琳在共和黨阿拉斯加州长初选中打败了當時的州長法蘭克·穆考斯基，並於同年12月4日的州长选举中，打败了曾任州长的民主党候选人诺尔斯。但这使得裴琳因此和穆考斯基的女儿、時任参议员丽莎·穆考斯基的关系恶化。当时裴琳被认为比起州长，她更想得到参议员的职位。作为阿拉斯加州最年轻的州长，同时也是該州第一位女性州长，她在当选后极力改变当时阿拉斯加州政界和石油业界的不当关系以及由此引发的贪污问题，任内改革了有关财政支出制度以及提出了新的法律，并积极消减开支和减税。她拒绝了她认为是浪费的议员计划的桥梁道路建设和联邦政府公共事业计划，并且改革了石油企业的税制。
2005年她在eBay上卖了原州长穆考斯基用公费购买的商務噴射機，这架飞机被她认为是“贪污的象征”，并且要花费大量保管费用。但最后的竞拍价只有210万美元，而穆考斯基购买则用了270万美元，最终她中止了竞拍，而用普通的办法卖掉了飞机。
2006年她第一次拿到护照，目的是为了来年访问在科威特驻守的阿拉斯加州军队。之前她除了加拿大（出境到加拿大无需护照），没有去过美国以外的任何国家。

### 角逐副總統
2008年8月29日時，共和黨提名總統候選人約翰·麥肯宣佈裴琳為副總統人選，搭檔參選美國總統大選。这是美国自1984年民主党的傑羅丁·費拉羅之后第二位女性副总统候选人。一般認為麥肯選裴琳為搭檔，意在爭取年輕選票以及民主黨參議員希拉蕊·柯林頓退出總統候選人提名之後所空出的女性票源。作為右翼立場的裴琳出線，让原本不满意麦凯恩傾向中间偏右政策的保守派选民欣喜若狂，反對麥肯的基本教义派和极端保守派力挺的脱口秀主持人拉什·林博（Rush Limbaugh）也开始对麥肯轉為好感。
裴琳自称“曲棍球妈妈”（Hockey mom），重视家庭和与联邦政府政治高层的疏远都使得选民眼前一亮，但从她被提名开始就有不少有关她经验不足的忧虑。10月2日副总统辩论之后的民调显示，虽然大多數民众支持民主党候选人乔·拜登，但在好感度方面，裴琳則略勝一籌。
在競選期間，模仿裴琳的除了蒂娜·菲外，還有美國色情電視商推出帶有性和嘲諷意涵的電影《Who's Nailin' Paylin》（誰在x裴琳）作模仿。蒂娜·菲在模仿时，虽然经常拿裴琳的素質问题作話題和笑點，但經各大媒體報導，使得裴琳人氣有相當大的提升。
逼近總統選舉投票日時，一位加拿大喜劇演員曾冒充當時法國總統薩科奇並致電裴琳，但當時裴琳並未辨認出他是假冒的萨科奇。。
2008年11月4日的大選，麥肯和裴琳輸給民主黨兩位候選人歐巴馬和喬·拜登。

### 2008年選舉之後
2009年7月3日，裴琳宣布將辭去阿拉斯加州州長的職務，並於26日正式提出離去。外界普遍認為裴琳的請辭是為了準備2012年下屆美国總統大選。
2009年11月，裴琳出版了自傳新書，銷量達150萬本。。
2010年，佩林在茶党集会上表达了参加2012年美国总统选举的意向。
2011年10月5日，佩林表示已决定不寻求共和党总统候选人提名。

### 2022年众议员选举
2022年4月1日，佩林宣布参选2022年阿拉斯加单一选区众议员特别选举和常规选举。
2022年8月31日，佩林在特别选举中输给了民主党众议员候选人佩尔托拉，在排序投票制的最终轮获得了48.5%的选票。
2022年11月，佩林在常规选举中以更大的差距落败，在最终轮中获得了45.06%的选票。

## 政治主张

### 内政
裴琳作为基督教福音派的信徒，高分贝反对堕胎和同性恋婚姻，她称这还不至于是“以拘役来惩罚的犯罪”，她还发表了“要将同性恋赶出图书馆”等强烈反對同性恋的言论。2008年9月20日她在CBS的新闻节目中称“不会以性倾向来判断美国国民”，但10月20日又称支持修改美国宪法禁止同性恋，麥肯则认为“认定可否结婚是州政府的权力”。在进化论的教育问题上她则说“创造论和进化论都应该在学校学习。不必要害怕信息。在学校教育上给学生们多元的观点、健全的议论是很重要的。」

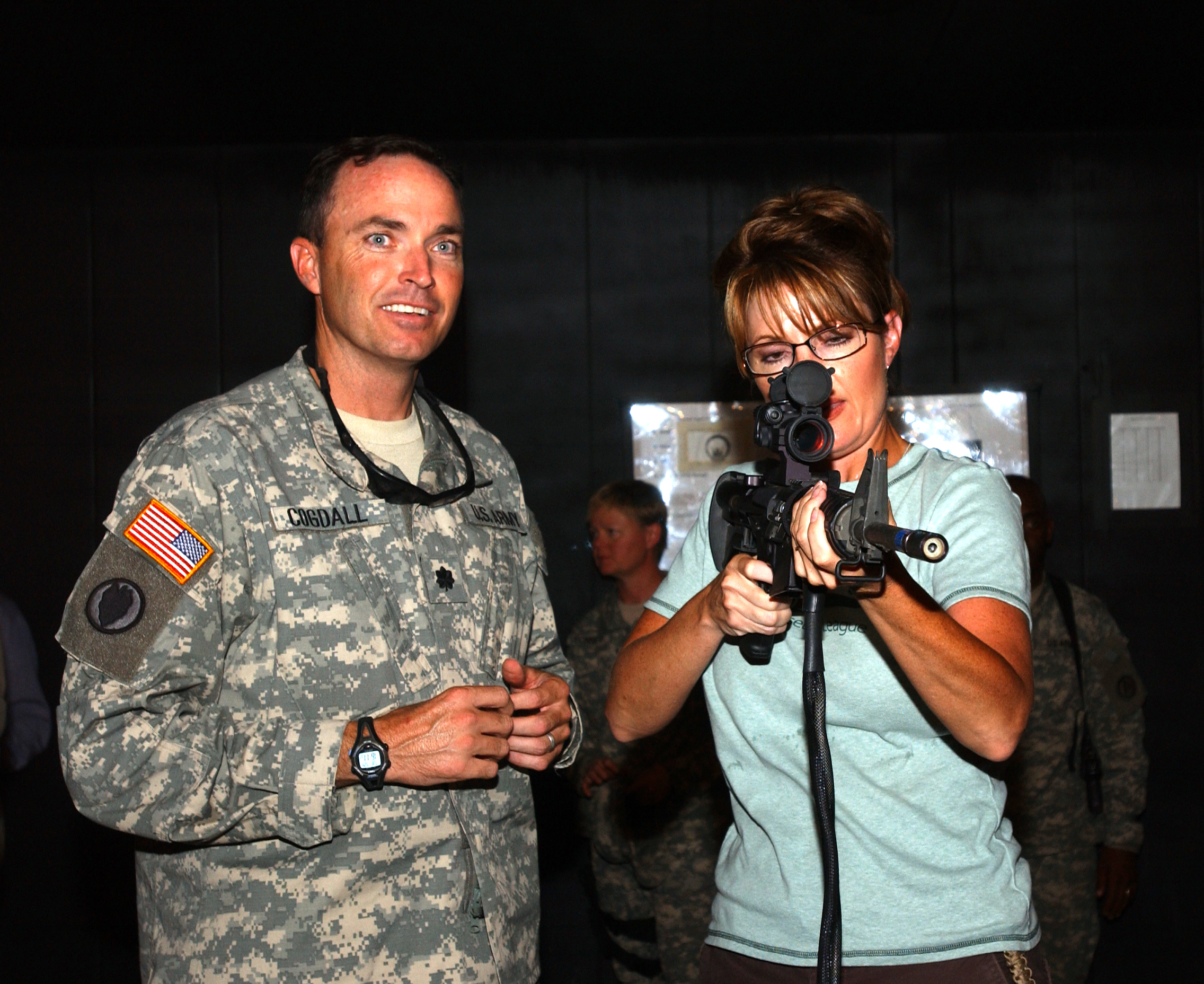
裴琳在阿拉斯加军队的训练营地内使用枪支

裴琳作为美国全国步枪协会（National Rifle Association）的会员，认为人人都享有持枪的权利，反对对持枪作出限制。
在全球暖化问题上，裴琳說：“由於地理的原因，阿拉斯加州受到的影响会很大。但我不认为这是由于人类活动造成的。”
作为州长，裴琳寻求开发阿拉斯加自然保护区内的石油，并且当时批评了不支持开发的麥肯。

### 外交
作为保守派的政治人物，裴琳认为为了对抗俄罗斯的霸权主义，应支持格鲁吉亚和乌克兰加入北约，并且在加入之后用应反击俄罗斯对格鲁吉亚的侵略。
作为亲以色列的政治人物，裴琳在美国广播公司的采访中，对歐巴馬政府向以色列政府要求终结约旦河西岸的犹太人定居点表示反对，她认为“（犹太人）居民有在那里生活的权利”，并认为还应该再扩大犹太人定居点的数目。
裴琳曾称以色列为了防禦能夠对伊朗發動攻击。

## 家庭及个人生活

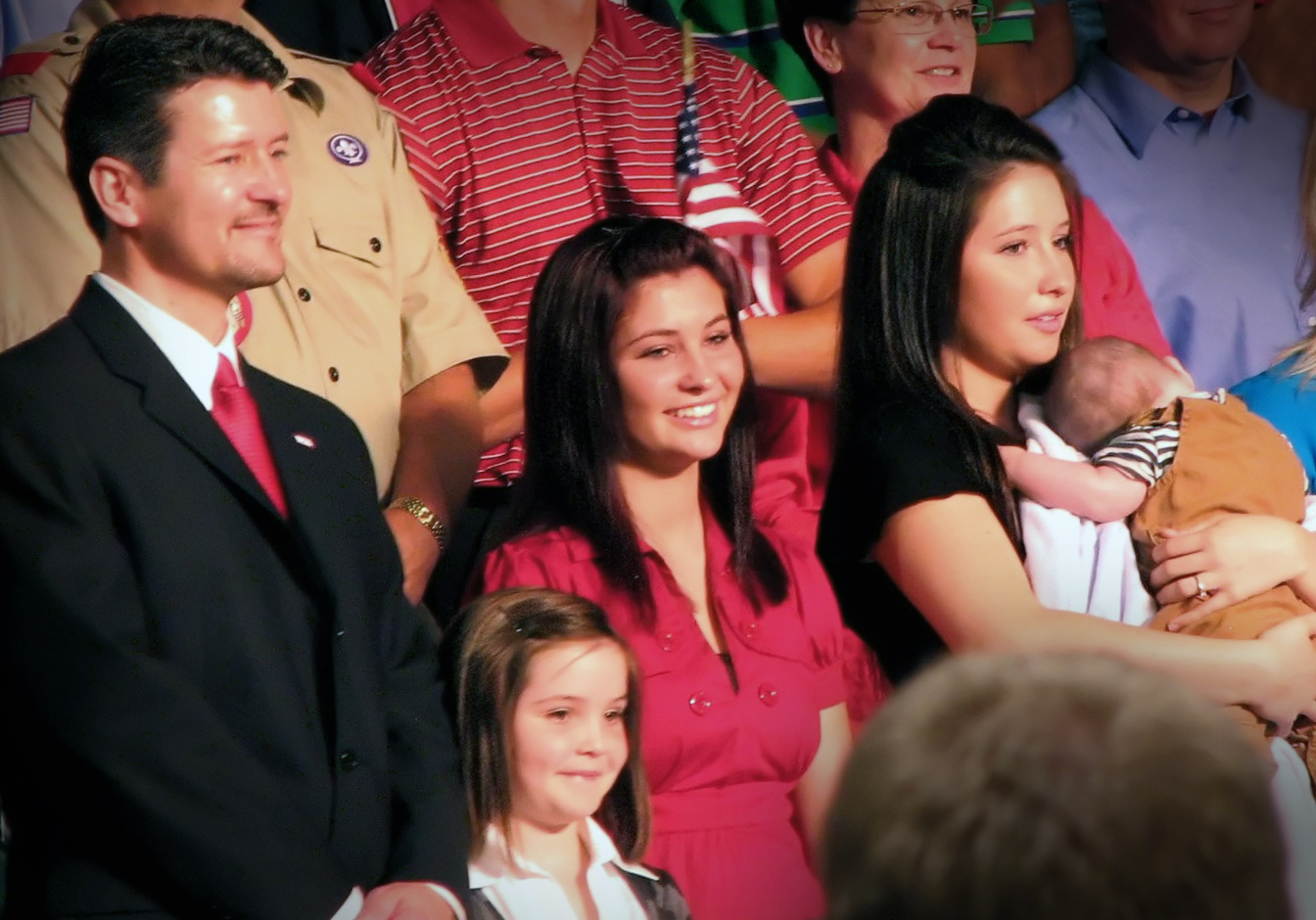
2008年8月29日佩林被指名为副总统候选人时佩林的家庭，从左到右为丈夫托德、派珀、薇洛、布莉絲托和崔格

育有五名子女，三名女兒及二名兒子。分別是，雀克（Track）、布莉絲托（Bristol）、薇洛（Willow）、派珀（Piper）、崔格（Trig）。長子雀克在2007年9月11日報名美國陸軍並入伍，預定於2008年9月左右派駐伊拉克。丈夫托德·佩林有原住民愛斯基摩人血统（祖母是尤皮克族（Yup'ik）），擅長駕駛雪橇。她的丈夫在英國石油的阿拉斯加油田工作，同时还自营渔业。2007年，为了避免和佩林的州长工作有利益上的瓜葛，他离开了石油行业。
2008年4月18日，在阿拉斯加州長任中，佩林產下被基因檢測出患有唐氏症的么子崔格·帕克森·凡·佩林（Trig Paxson Van Palin），分娩後三天即返回工作崗位。她產子的決策被反墮胎團體稱讚有加。
2008年9月1日，佩林宣布她17岁的女儿布莉絲托未婚先孕，并决定将婴儿诞下。

## 批评

### 和阿拉斯加独立党的关系
有媒体報導，裴琳曾经在寻求阿拉斯加独立的阿拉斯加独立党中注册。據報導，她的丈夫陶德曾在1995年和2000年两次参加独立党的聚会，并且也曾经在独立党中注册。2008年初，裴琳给独立党寄去一通录像，在录像中她对独立党在費爾班克斯召开的聚会表示祝贺。这通录像被独立党放在网站上供人观看，使得更多人怀疑她是否就是在独立党中注册过。

### 滥用职权的疑慮
裴琳在州长任内解除了时任阿斯加公安专员莫内根的职务，事后莫内根称他被解雇是他因为拒绝按佩林的要求，开除与佩林妹妹离婚的警察伍滕。以民主党议员为中心的州议会对事件展开了调查。
佩林的妹妹茉莉和伍滕因家庭暴力而离婚，并且又为了争取孩子的抚养权冲突不断。佩林以家庭暴力、虐待儿童、捕杀駝鹿以及酒后驾车的名义，要求州警对伍藤作出调查，但是最终州警并未认可大多数罪名，只给了伍藤停职5天的处罚。
佩林任州长时要求时任阿斯加公安专员莫内根再次调查，但是莫内根认为事件已经解决完毕，拒绝再调查。于是有人认为佩林解任莫内根与此事有关。曾有一位佩林的部下给州警的上级打电话，要求再调查伍滕，但是佩林称没有向这位部下作出打电话这样的要求。州人事委员会在调查后指出：“没有足够证据让人相信州长滥用职权”。

### 对裴琳资质的疑问
在选举时的媒体報導中，裴琳普遍被认为不了解國家事務，有媒体報導她一直以为“非洲不是大陸而是一個国家”，并且选后共和党工作人员揭露她也不知道总统选战时被激烈讨论的北美自由贸易协议的加盟国（美国、加拿大、墨西哥）是哪些国家。
除此之外，她发表过“从阿拉斯加可以看见俄罗斯”“总统是一位参议员”等等言论。裴琳在接受美國廣播公司的吉布森（Charles Gibson）访问时硬背答案，对外交方面一无所知，访问后各大媒体都提出批评。《新闻周刊》国际版的编辑扎卡里亚（Fareed Zakaria）在评论中说“裴琳完全没有准备当副总统”。而《华盛顿邮报》《纽约时报》和《洛杉矶时报》等媒体在社论中表示支持歐巴馬的同时，把裴琳的從政經歷作为反对麥肯的一大理由；洛杉磯時報指出：“這是印象中各主要政黨所提出的正式候選人裡最不合適的一位”。
在裴琳打出標榜重視家庭的親民形象後，被媒體發現，她的服裝和造型等等近15萬美元外型設計費用是由共和黨所支出。